# Aftonsång och julepsalm
Aftonsång och julepsalm är en skiva utgiven av Anders Öhrwall och Håkan Hagegård. Skivan spelades in i Adolf Fredriks kyrka i Stockholm 27-28 april 1976 och i Abrahamsbergskyrkan 28-29 april 1976. Medverkande på cello var Bengt Ericson.

## Låtlista

### Sida A
1. "O, helga natt" (Adolphe Adam) - 4:20
2. "Jul, jul strålande jul" - 2:30
3. "Psaltare och lyra"  - 4:20
4. "Ave Maria"  - 6:10
5. "O, Jesulein süss"  - 2:20

### Sida B
1. "Panis angelicus"  - 5:00
2. "Gott ist mein hirte"  - 2:50
3. "Herren är min herde"  - 3:55
4. "Den store, hvide flok"  - 3:05
5. "Nun wandre, Maria"  - 2:55
6. "Mariae Wiegenlied" - 2:20
7. "Bred dina vida vingar"  - 2:05